# Bilfinger Engineering & Technologies
Die Bilfinger Engineering & Technologies GmbH mit Hauptsitz in Oberhausen ist ein Unternehmen der Bilfinger SE. Sie ist ein Dienstleister für die Energie erzeugende Industrie. Die Bilfinger Engineering & Technologies beschäftigte 2013 1630 Mitarbeiter und 59 Auszubildende in Niederlassungen in Deutschland, Europa, Nahen Osten, Asien und Afrika.

## Tätigkeitsbereich
Den Schwerpunkt der Unternehmenstätigkeit bilden Engineering-getriebener Kraftwerks-Service und das Projektgeschäft. Der Service umfasst alle Bereiche der Kraftwerkstechnik (Wartung, Instandhaltung, Wirkungsgradsteigerung sowie Lebensdauerverlängerung und der Lieferung von Komponenten). Das Unternehmen erstellt Servicekonzepte für konventionelle und nukleare Kraftwerke, Umwelt- und Wasseraufbereitungsanlagen, Tagebau und weitere Industriebereiche wie Müllverbrennung, Chemie, Petrochemie und Stahlerzeugung sowie für Forschungszentren der Elementarteilchenphysik, Kernfusion und Nukleartechnik.

## Geschichte
Im Jahr 1970 übernahm die Deutsche Babcock die Borsig AG. 2001 wurde der Name in Babcock Borsig geändert, 2002 meldete der Konzern Insolvenz an.
Die Sparte Babcock Borsig Service wurde 2005 vom Bilfinger-Konzern übernommen und seit Mai 2006 als eigenständige GmbH unter dem Dach ihrer Holding Bilfinger Power Systems geführt. Nach der Verschmelzung mit der Steinmüller Instandsetzung Kraftwerke Gesellschaft für Energie und Umwelttechnik GmbH im Jahr 2011 wurde aus der Babcock Borsig Service die Babcock Borsig Steinmüller GmbH.
2017 übernahm Babcock Borsig Steinmüller die Schwestergesellschaft Bilfinger Piping Technologies (Oberhausen) und den Bereich Umwelttechnik von Babcock Noell (Würzburg, heute: Bilfinger Noell) und erhielt anschließend den heutigen Namen.

## Standorte
Bilfinger Engineering & Technologies ist in Deutschland an 3 Standorten vertreten. Neben dem Hauptsitz in Oberhausen gehören hier die Standorte Dortmund und Osterode, dazu. In Ritterhude ist außerdem die Tochtergesellschaft STS Steinmüller Siemers GmbH angesiedelt.